# Pierre de la Cave
Pierre de la Cave (* 24. Dezember 1605; † 8. Mai 1679 in Pillau) war ein kurbrandenburger Generalmajor sowie Gouverneur der Festung Pillau. Ferner war er Geheimer Kriegsrat, Kämmerer sowie Ritter des St. Michaelisordens und Erbherr auf Didlacken (1938–1946: Dittlacken, heute russisch: Telmanowo).

## Leben
Sein Vater war der französische Adelige Pierre de la Cave, Herr der Herrlichkeit Cavehaute, seine Mutter war Madelon de Wausin. Beide entstammten altem Adel. Der Sohn verließ Frankreich wie viele andere der Religion wegen und kam nach Kurbrandenburg.
1631 wurde er Fähnrich in der Leibgarde des Kurfürsten in der Kompanie des Konrad von Burgsdorff. Am 24. März 1637 ernannte ihn Kurfürst Georg Wilhelm (Brandenburg) zum Rittmeister und Unterstallmeister. Am 20. Dezember 1640 wurde er von Friedrich Wilhelm (Brandenburg) zum Stallmeister ernannt. 1642 bekam er den Auftrag eine Leibkompanie von 202 Mann in Königsberg zu errichten und wurde zu ihrem Hauptmann (Kapitän) ernannt. Um 1650 wurde er Nachfolger von Otto Wilhelm von Podewils als Kommandant und Gouverneur von Pillau. Am 1. März 1652 wurde er zum Hauptmann der kurfürstlichen Garde von damals 300 Mann. Das brachte ihm 100 Taler monatlich. Nach dem Tode Podewils’ 1657 übernahm er dessen Regiment, das später im preußischen Regiment Nr. 14 aufging. Am 13. August 1669 ernannt ihn der Kurfürst zum Generalmajor.
Als die Schweden im Zweiten Nordischen Krieg die Festung Pillau bedrohten, ließ er alle Wälder der Umgebung abholzen. Das führte zu einer starken Versandung der ganzen Gegend. Erst 1793 begann man mit der Aufforstung, da der Sand sogar den Hafen bedrohte.
De la Cave wurde in der Kirche von Didlacken – die er 1665 gestiftet hatte – begraben. Sein Leichnam mumifizierte. Bei der Belagerung von Pillau durch die Franzosen wurde der Sarkophag von einer Kanonenkugel beschädigt. Die Mumie blieb bis 1945 dort und ist heute verschollen.

## Familie
Er war mit Alpera Arnolde von Münster († 1657) verheiratet. Sie war die Tochter von Gerhard von Münster und Anna von Santmann aus dem Stift Münster. Das Paar hatte folgende Kinder: 
- Wilhelm (1650–1731), preußischer Generalmajor
- Eleonore Elizabeth (1644–1711) ⚭ 21. Februar 1663 Freiherr Georg Friedrich von Creytzen (* 3. Mai 1639; † 4. Mai 1710), Kanzler des Herzogtums Preußen